# Rising Pune Supergiant
A Rising Pune Supergiant (maráthi nyelven: रायझिंग पुणे सुपरजायंट, korábbi nevén: Rising Pune Supergiants) a legnagyobb indiai Húsz20-as krikettbajnokság, az Indian Premier League egyik résztvevő csapata volt, 2017-es megszűnéséig. Otthona Mahárástra állam egyik nagyvárosa, Púne, hazai pályája a Mahárástrai Krikettszövetség Stadionja volt. Logójuk egy kiterjesztett szárnyakkal rendelkező lila krikettlabdát ábrázolt, valamint szintén lila színnel a klub nevét.
Összesen 2 idényt játszottak le, ez alatt elért legjobb eredményük egy második helyezés (2017-ben).

## Története
A Rising Pune Supergiants (amely megalakulása után csak egy évvel később változtatta nevét Supergiant-ra) azért jött létre 2015 végén, mert két korábbi IPL-klubot, a Rajasthan Royalst és a Chennai Super Kingst bundabotrány miatt két évre kizárták a bajnokságból. Emiatt a Supergiants megalakulásakor is csak egy két évre szóló szerződés keretei közt vásárolta meg őket a tulajdonos, Szandzsíb Gojenka bengáli üzletember, és amikor ez az idő letelt, a Supergiant meg is szűnt.
Első szezonjukban Mahendra Szinh Dhoni kapitánysága alatt játszottak, de a második idényre új kapitányt neveztek ki az ausztrál Steven Smith személyében.
Érdekesség, hogy 2022-ben, amikor 10-csapatosra bővült a bajnokság, Gojenka ismét megvásárolt egy újonnan létrejövő klubot, és annak a Lucknow Super Giants nevet adta, ami nagyban hasonlít a Rising Pune Supergiant nevére.

## Eredményei az IPL-ben
| Év   | Alapszakasz-helyezés | Eredmény a rájátszásban |
| ---- | -------------------- | ----------------------- |
| 2016 | 7. hely              |                         |
| 2017 | 2. hely              | 2. hely                 |